# Kamjanka (obwód chersoński)
Kamjanka (ukr. Кам'янка) – wieś na Ukrainie, w obwodzie chersońskim, w rejonie kachowskim, w hromadzie Tawrijśk. W 2001 liczyła 687 mieszkańców, spośród których 599 wskazało jako ojczysty język ukraiński, 85 rosyjski, 1 mołdawski, 1 białoruski, a 1 inny.